# Шпај
Шпај је насеље у Србији у општини Бела Паланка у Пиротском округу. Према попису из 2022. било је 6 становника (према попису из 1991. било је 66 становника).
На територији овог села су откривени остаци ранохришћанске базилике приликом изградње ауто-пута А4 у оквиру крака „Ц“ Коридора 10. У питању је локалитет Кладенчиште, а упркос противљењу Завода за заштиту споменика културе Ниш, затрпавање је извршено 17. јула 2015.

## Историја
Српска основна школа у месту ради од 1869. године.

## Демографија
У насељу Шпај живи 6 пунолетниа становника, а просечна старост становништва износи 70,7 година (69,3 код мушкараца и 77,5 код жена). У насељу има 4 домаћинстава, а просечан број чланова по домаћинству је 1,50.
Ово насеље је углавном насељено Србима (према попису из 2002. године), а у последња три пописа, примећен је пораст у броју становника.
|  |

| Демографија | Демографија | Демографија |
| Година      | Становника  | Становника  |
| ----------- | ----------- | ----------- |
| 1948.       | 575         |             |
| 1953.       | 570         |             |
| 1961.       | 381         |             |
| 1971.       | 235         |             |
| 1981.       | 128         |             |
| 1991.       | 66          | 66          |
| 2002.       | 81          | 81          |
| 2011.       | 11          |             |
| 2022.       | 6           |             |

| Етнички састав према попису из 2002.‍ | Етнички састав према попису из 2002.‍ | Етнички састав према попису из 2002.‍ | Етнички састав према попису из 2002.‍ | Етнички састав према попису из 2002.‍ |
| ------------------------------------ | ------------------------------------ | ------------------------------------ | ------------------------------------ | ------------------------------------ |
|                                      |                                      |                                      |                                      |                                      |
| Срби                                 | Срби                                 |                                      | 60                                   | 74,07%                               |
| Роми                                 | Роми                                 |                                      | 21                                   | 25,92%                               |
| непознато                            | непознато                            |                                      | 0                                    | 0,0%                                 |

| Година пописа     | 1948. | 1953. | 1961. | 1971. | 1981. | 1991. | 2002. |
| ----------------- | ----- | ----- | ----- | ----- | ----- | ----- | ----- |
| Број домаћинстава | 108   | 107   | 98    | 84    | 60    | 28    | 30    |

| Број чланова      | 1  | 2 | 3 | 4 | 5 | 6 | 7 | 8 | 9 | 10 и више | Просек |
| ----------------- | -- | - | - | - | - | - | - | - | - | --------- | ------ |
| Број домаћинстава | 12 | 7 | 3 | 2 | 2 | 1 | 2 | 1 | 0 | 0         | 2,70   |

| Пол    | Укупно | Неожењен/Неудата | Ожењен/Удата | Удовац/Удовица | Разведен/Разведена | Непознато |
| ------ | ------ | ---------------- | ------------ | -------------- | ------------------ | --------- |
| Мушки  | 40     | 12               | 21           | 5              | 2                  | 0         |
| Женски | 31     | 2                | 20           | 8              | 1                  | 0         |
| УКУПНО | 71     | 14               | 41           | 13             | 3                  | 0         |

| Пол    | Укупно                    | Пољопривреда, лов и шумарство | Рибарство                            | Вађење руде и камена | Прерађивачка индустрија       |
| ------ | ------------------------- | ----------------------------- | ------------------------------------ | -------------------- | ----------------------------- |
| Мушки  | 11                        | 2                             | 0                                    | 0                    | 2                             |
| Женски | 5                         | 1                             | 0                                    | 0                    | 2                             |
| УКУПНО | 16                        | 3                             | 0                                    | 0                    | 4                             |
| Пол    | Производња и снабдевање   | Грађевинарство                | Трговина                             | Хотели и ресторани   | Саобраћај, складиштење и везе |
| Мушки  | 0                         | 3                             | 0                                    | 0                    | 4                             |
| Женски | 1                         | 0                             | 0                                    | 1                    | 0                             |
| УКУПНО | 1                         | 3                             | 0                                    | 1                    | 4                             |
| Пол    | Финансијско посредовање   | Некретнине                    | Државна управа и одбрана             | Образовање           | Здравствени и социјални рад   |
| Мушки  | 0                         | 0                             | 0                                    | 0                    | 0                             |
| Женски | 0                         | 0                             | 0                                    | 0                    | 0                             |
| УКУПНО | 0                         | 0                             | 0                                    | 0                    | 0                             |
| Пол    | Остале услужне активности | Приватна домаћинства          | Екстериторијалне организације и тела | Непознато            | Непознато                     |
| Мушки  | 0                         | 0                             | 0                                    | 0                    | 0                             |
| Женски | 0                         | 0                             | 0                                    | 0                    | 0                             |
| УКУПНО | 0                         | 0                             | 0                                    | 0                    | 0                             |